# Georg Schumann
Georg Schumann (Königstein, 25 ottobre 1866 – Villenkolonie Lichterfelde-West, 23 maggio 1952) è stato un compositore tedesco progressista di stampo tardoromantico, contemporaneo ed affine ai maestri della triade Richard Strauss, Gustav Mahler, Hugo Wolf. Dal 1900 alla morte è stato direttore dell'Accademia di Canto di Berlino..

## Biografia
Fin da piccolo si appassiona alla musica, specie al violino, strumento suonato dal padre e dal nonno. Schumann amava ascoltare il padre mentre provava con il violino, e non perdeva occasione per apprendere l'uso di quello strumento. Divenuto adolescente, Schumann decide di iscriversi al Conservatorio di Lipsia, che frequenterà per 7 anni.
Sarà direttore d'orchestra tra il 1891 e il 1899, ed il direttore di Bremen tra il 1896 e il 1899. Nel 1900 diviene professore e direttore della Singakademie, a Berlino. Nel 1907 diviene membro della Accademia delle Arti prussiana, dove diverrà vicepresidente nel 1918, e presidente nel 1934.
Muore il 23 maggio del 1952, all'età di 86 anni.